# Elbe-Saale-Bahn
Die Elbe-Saale-Bahn ist eine Marke, die DB Regio für den Schienenpersonennahverkehr (SPNV) in Sachsen-Anhalt sowie in Teilen von Niedersachsen, Brandenburg, Sachsen und Thüringen benutzte. Inzwischen wird der Name nicht mehr genutzt.

## Altmark-Börde-Anhalt-Netz
Nach der Ausschreibung des Nordharznetzes, das Anfang 2004 an die damalige Connex Regiobahn (heute Transdev GmbH) vergeben wurde, startete mit der Ausschreibung des Altmark-Börde-Anhalt-Netzes das zweite große Wettbewerbsverfahren im Schienenpersonennahverkehr in Sachsen-Anhalt. Aufgabenträger dieses Teilnetzes waren für Sachsen-Anhalt die landeseigene Nahverkehrsservice Sachsen-Anhalt sowie der Zweckverband Großraum Braunschweig für die niedersächsischen Streckenteile. DB Regio bewarb sich mit ihrer Tochtergesellschaft Harzbahn, die ursprünglich für das Nordharznetz 2003 gegründet worden war. Aufgrund der geografischen Lage wurde das Unternehmen bis zur Betriebsaufnahme im Jahr Dezember 2006 jedoch in Elbe-Saale-Bahn GmbH (Sitz in Magdeburg) umbenannt. Rückwirkend zum 1. Januar 2007 wurde die Elbe-Saale-Bahn GmbH auf ihre Muttergesellschaft DB Regio AG verschmolzen. Der Betrieb wurde aber weiterhin unter dem Markennamen Elbe-Saale-Bahn durchgeführt. Der Verkehrsvertrag wurde zum Fahrplanwechsel am 10. Dezember 2006 wirksam und hatte eine Laufzeit von zwölf Jahren. In diesem Netz handelt es sich um überwiegend nicht elektrifizierte Bahnstrecken. Insgesamt erbrachte die Elbe-Saale-Bahn auf dem rund 390 Kilometer langen Streckennetz 3,4 Millionen Zugkilometer pro Jahr. Durch die Ausschreibung konnte rund eine Million Euro an jährlichen Zuschusskosten eingespart werden.

## Elektronetz Sachsen-Anhalt Nord
Am 15. Dezember 2013 nahm die Elbe-Saale-Bahn den Betrieb auf dem Elektronetz Sachsen-Anhalt Nord (ENORM) auf. Zum Einsatz kommen Elektrolokomotiven mit 69 neuen Doppelstockwagen sowie Elektro-Triebwagen der Baureihe ET 425. Pro Jahr werden 6,3 Millionen Zugkilometer auf einem 480 Kilometer langen Streckennetz mit 64 Haltepunkten erbracht. Die Laufzeit beträgt fünfzehn Jahre. Alle Fahrzeuge des Elektronetz verfügen über kostenloses WLAN.

## Mitteldeutsche S-Bahn-Netz II
Zum 13. Dezember 2015 nahm DB Regio das Mitteldeutsche S-Bahn-Netz II in Betrieb. Dabei wurden die RB- und RE-Linien der Marke Elbe-Saale-Bahn und die S 2 der Marke S-Bahn Mitteldeutschland zugewiesen. Bis zur Inbetriebnahme der neugebauten Elektrotriebwagen vom Typ Bombardier Talent 2 wurden sowohl teils klimatisierte lokbespannte Doppelstockzüge als auch Fahrzeuge aus dem Mitteldeutschen S-Bahn-Netz I eingesetzt. Zum Fahrplanwechsel am 10. Dezember 2017 wurden die Linien RB 80 zwischen Halle und Lutherstadt Wittenberg sowie RB 75 zwischen Halle und Eilenburg ins S-Bahn-Netz als S 8 und S 9 eingebunden. Die spätere Inbetriebnahme wurde mit den Bauarbeiten in Halle (Saale) Hauptbahnhof begründet.
Zum Fahrplanwechsel am 15. Dezember 2019 wurden die Leistungen der Linie RB 42 Magdeburg–Dessau in die Linie RE 13 Magdeburg–Dessau–Leipzig integriert, die seitdem auf gesamter Länge im Stundentakt statt im Zweistundentakt verkehrt.

## Liniennetz
| Linie | Zuglauf                                                                      | Laufzeit          |
| ----- | ---------------------------------------------------------------------------- | ----------------- |
| S 1   | Schönebeck-Bad Salzelmen – Magdeburg – Zielitz – Stendal – Wittenberge       | 12/2013 – 12/2028 |
| S 2   | Leipzig-Stötteritz – Leipzig – Bitterfeld – Dessau / Wittenberg (– Jüterbog) | 12/2015 – 12/2030 |
| S 8   | Halle – Landsberg – Bitterfeld – Dessau / Wittenberg (– Jüterbog)            | 12/2017 – 12/2030 |
| S 9   | Halle – Delitzsch – Eilenburg                                                | 12/2017 – 12/2030 |
| RE13  | Magdeburg – Zerbst – Dessau – Bitterfeld – Delitzsch – Leipzig               | 12/2015 – 12/2030 |
| RE14  | Dessau – Roßlau – Coswig – Wittenberg – Annaburg – Falkenberg                | 12/2015 – 12/2030 |
| RE18  | Halle – Merseburg – Weißenfels – Naumburg – Bad Kösen – Jena-Göschwitz       | 12/2018 – 12/2023 |
| RE20  | Magdeburg – Tangerhütte – Stendal – Hohenwulsch – Salzwedel – Uelzen         | 12/2013 – 12/2028 |
| RE30  | Magdeburg – Schönebeck – Calbe – Köthen – Halle                              | 12/2013 – 12/2028 |
| RB40  | (Genthin –) Burg – Magdeburg – Eilsleben – Helmstedt – Braunschweig          | 12/2013 – 12/2028 |
| RB51  | Dessau – Roßlau – Coswig – Wittenberg – Annaburg – Falkenberg                | 12/2015 – 12/2030 |

### Ehemaliger Betrieb
Der Betrieb folgender Linien wurde mit der Ausschreibung des Dieselnetz Sachsen-Anhalt an Abellio Rail Mitteldeutschland vergeben:
| Linie | Zuglauf                                                                   | Laufzeit          | Anmerkung               |
| ----- | ------------------------------------------------------------------------- | ----------------- | ----------------------- |
| RE6   | Magdeburg – Haldensleben – Oebisfelde – Wolfsburg                         | 12/2006 – 12/2018 |                         |
| RE10  | Magdeburg – Staßfurt – Güsten – Sandersleben – Sangerhausen – Erfurt      | 12/2006 – 12/2018 |                         |
| RB32  | Stendal – Kläden – Hohenwulsch – Brunau-Packebusch – Salzwedel            | 12/2013 – 12/2028 | in den RE20 aufgegangen |
| RB33  | Stendal – Tangermünde                                                     | 12/2006 – 12/2015 |                         |
| RB35  | Stendal – Uchtspringe – Gardelegen – Mieste – Oebisfelde – Wolfsburg      | 12/2006 – 12/2018 |                         |
| RB36  | Magdeburg – Barleben – Haldensleben – Wegenstedt – Oebisfelde – Wolfsburg | 12/2006 – 12/2018 |                         |
| RB41  | Magdeburg – Schönebeck – Staßfurt – Güsten – Aschersleben                 | 12/2006 – 12/2018 |                         |
| RB48  | Magdeburg – Schönebeck – Calbe – Bernburg                                 | 12/2006 – 12/2018 |                         |
| RB50  | Dessau – Köthen – Baalberge – Bernburg – Güsten – Aschersleben            | 12/2006 – 12/2018 |                         |
| RB55  | Wittenberg – Pratau – Pretzsch – Bad Schmiedeberg – Bad Düben – Eilenburg | 04/2016 – 10/2018 |                         |
| RB77  | Naumburg Ost – Freyburg – Laucha – Nebra – Wangen                         | 01/2007 – 12/2018 |                         |

1. ↑  Siehe auch Hauptartikel S-Bahn Mittelelbe
2. 1 2 3  Siehe auch Hauptartikel S-Bahn Mitteldeutschland

### Eingestellter Betrieb
Auf folgenden Strecken wurde der Personennahverkehr durch die Nahverkehrsservice Sachsen-Anhalt abbestellt:
| Linie | Zuglauf                                           | Einstellung       | Ersatz durch  |
| ----- | ------------------------------------------------- | ----------------- | ------------- |
| RB35  | Magdeburg – Biederitz – Büden – Möckern – Loburg  | 10. Dezember 2011 | Landesbus 720 |
| RB49  | Köthen – Trebbichau – Aken                        | 8. Dezember 2007  | Buslinie 470  |
| RB55  | Wittenberg – Pratau – Pretzsch – Bad Schmiedeberg | 8. Dezember 2007  | Buslinie 306  |

## Fahrzeuge
Die Elbe-Saale-Bahn setzte auf dem Altmark-Börde-Anhalt-Netz 27 Dieseltriebwagen des Typs Desiro Classic von Siemens TS ein. Die Züge mit der DB-Baureihenbezeichnung 642 verkehrten zuvor beim Mutterkonzern DB Regio und wurden für den Einsatz speziell umgebaut. Unter anderem wurden die Sitze mit Armlehnen und kleinen Wandtischen nachgerüstet, eine Videoüberwachungsanlage installiert und Schiebetritte an den Türen eingebaut, um den Spalt zwischen Fahrzeug und Bahnsteigkante zu überbrücken, nachdem durch die Niederflurbauweise bereits Voraussetzungen für barrierefreie Einstiegsverhältnisse gegeben sind. Zudem verfügten die Triebwagen unter anderem über eine Klimaanlage, einen Fahrkartenautomaten und ein Mehrzweckabteil mit behindertengerechter Toilette in einem Triebwagenteil. Die Züge wurden auf den äußeren Seitenwänden mit dem Unternehmensnamen und dem Landeswappen von Sachsen-Anhalt mitsamt dessen Werbeslogan gekennzeichnet. Auf einigen der ausgeschriebenen Strecken wurden die Desiro-Triebwagen bereits vor Inkrafttreten des neuen Verkehrsvertrages eingesetzt, wie etwa zwischen Stendal und Tangermünde oder Magdeburg und Aschersleben. 
Die Desiro-Triebwagen wurden an die Westfrankenbahn weiter gegeben.

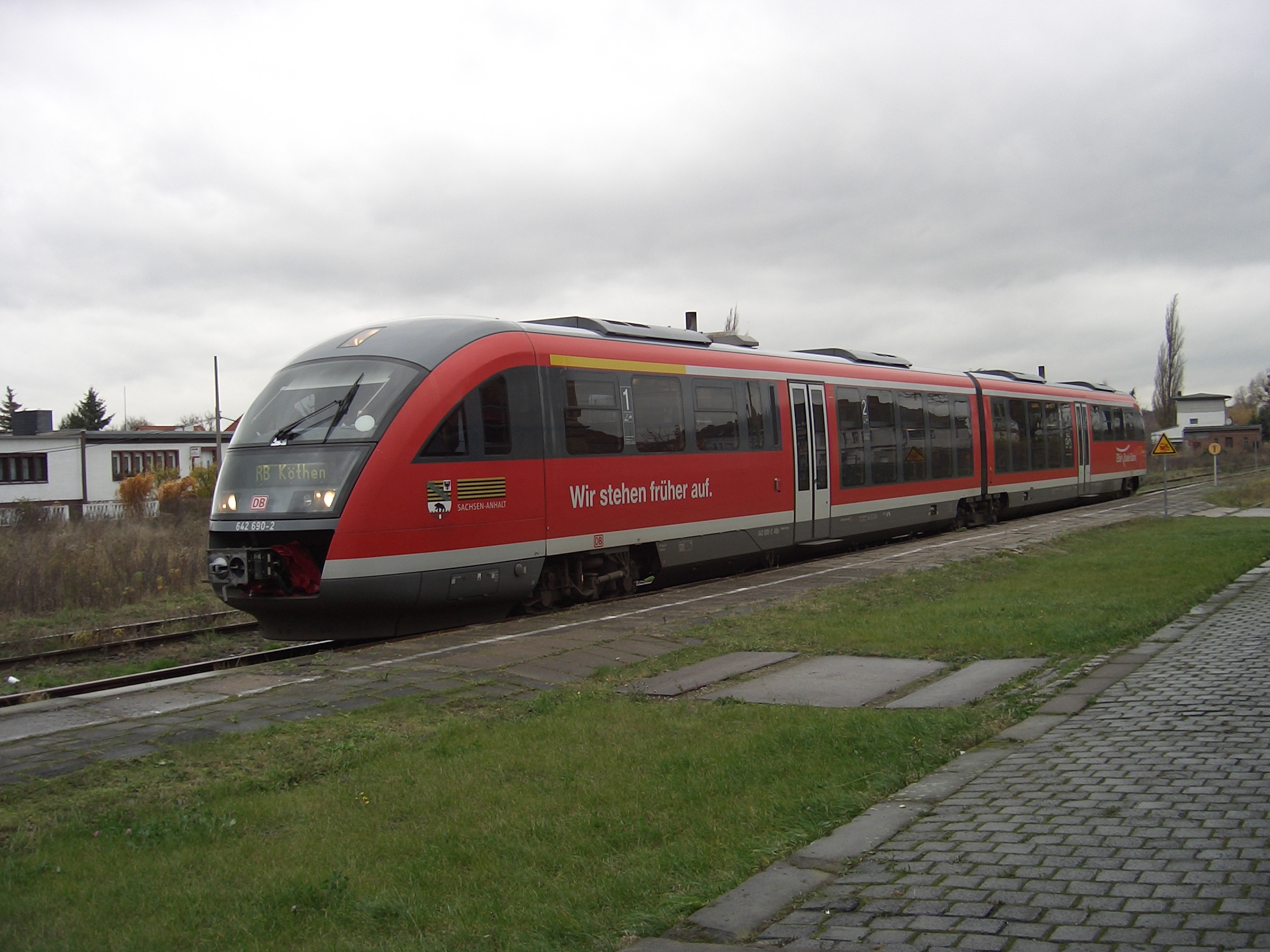
VT der Elbe-Saale-Bahn in Aken
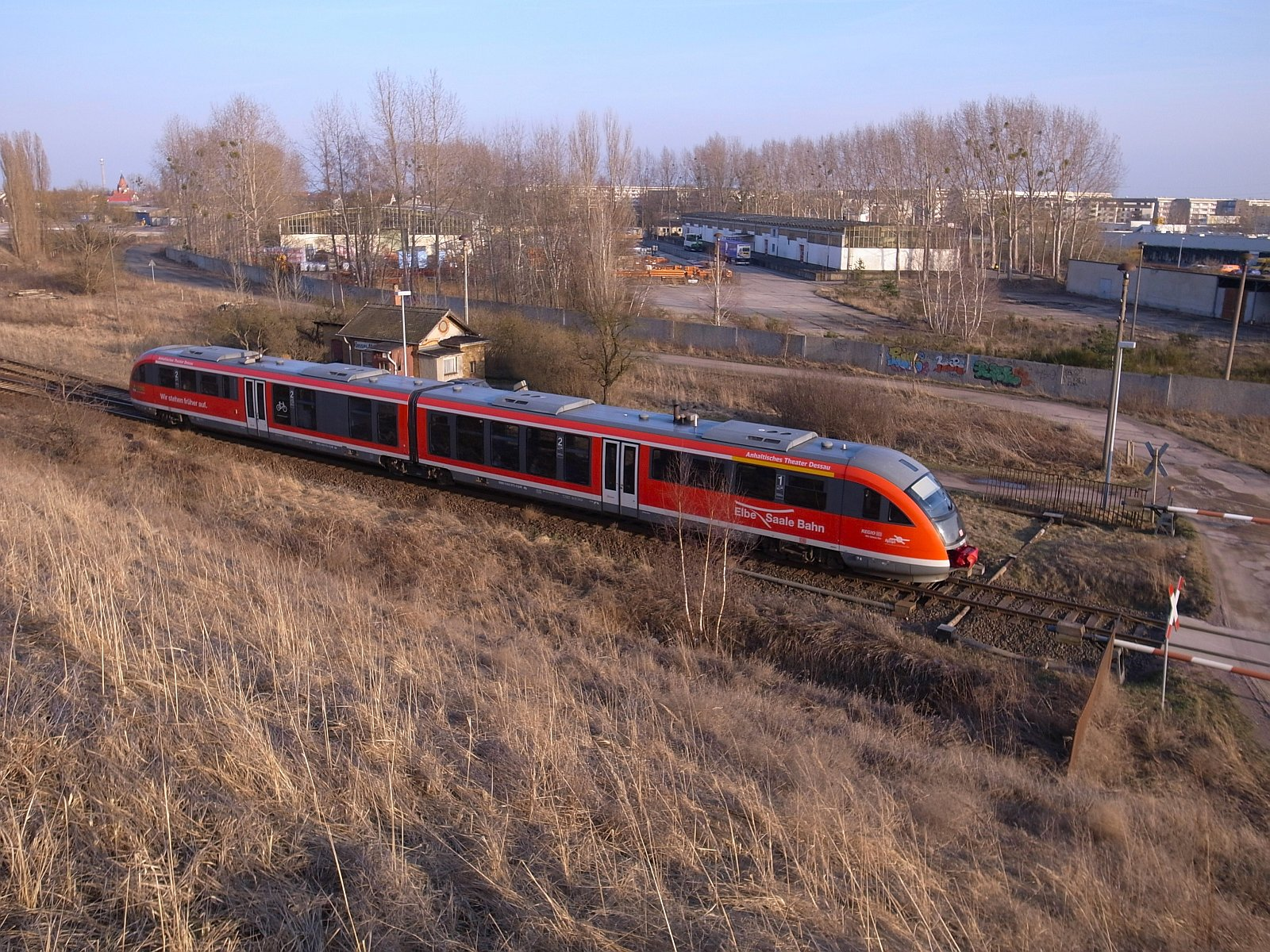
VT der Elbe-Saale-Bahn in Dessau-Alten